# اویانکا کاستاریکا

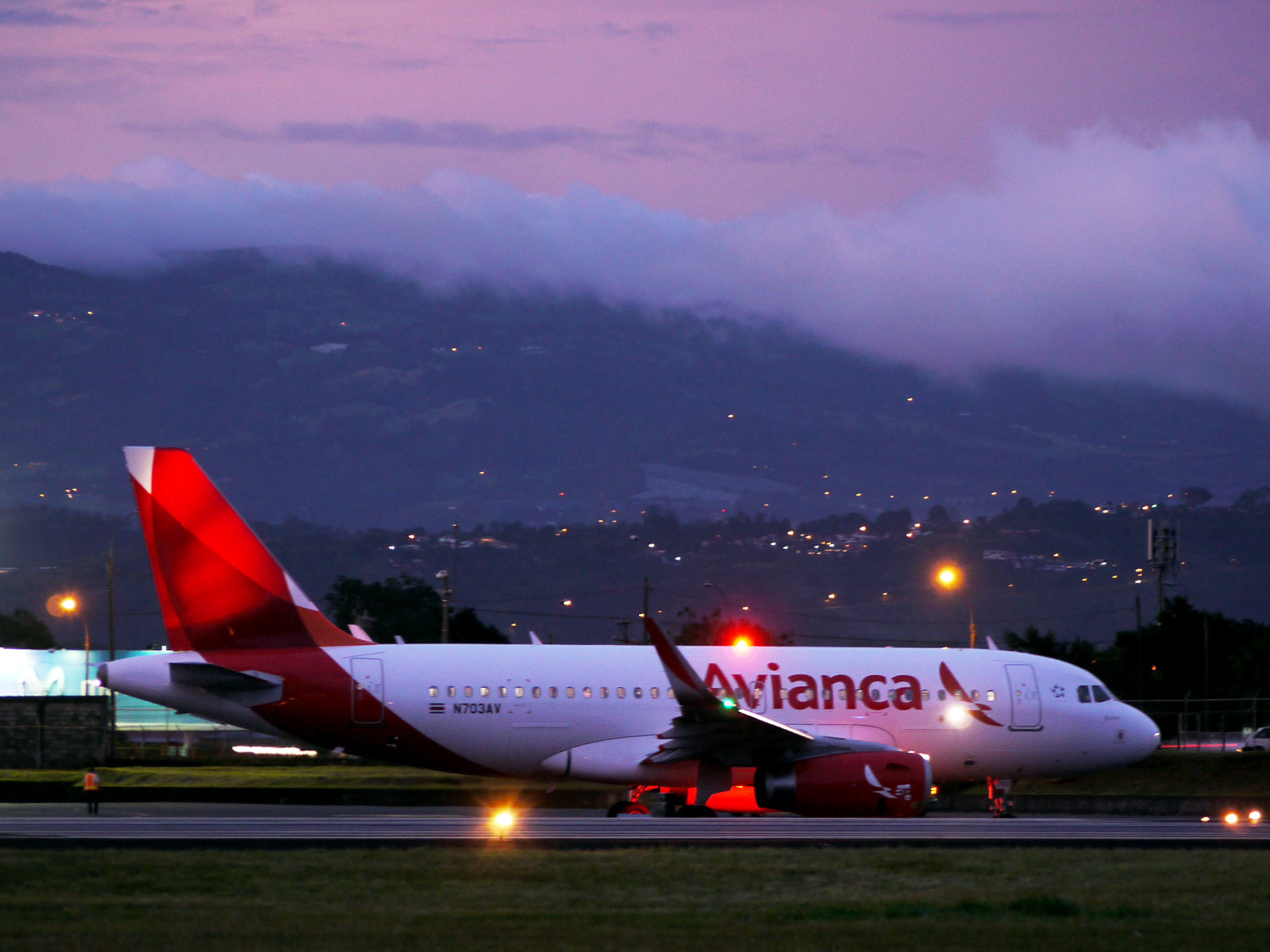
هواپیمای ایرباس ای۳۱۹ متعلق به اویانکا کاستاریکا

اویانکا کاستاریکا (به انگلیسی: Avianca Costa Rica) شرکت هواپیمایی حامل پرچم کاستاریکا است، که در سال ۱۹۴۵ توسط خطوط هوایی سراسری آمریکا تأسیس شد و در حال حاضر به‌عنوان زیرمجموعه‌ای از خطوط هوایی اویانکا، روزانه به ۳۵ مقصد، در آمریکای شمالی، مرکزی و جنوبی، پروازهای مستقیم دارد.
دفتر مرکزی شرکت اویانکا کاستاریکا در شهر سان خوزه، کاستاریکا قرار دارد و فرودگاه بین‌المللی خوآن سانتاماریا، قطب این شرکت هواپیمایی به‌شمار می‌آید. شرکت اویانکا کاستاریکا در حال حاضر در ناوگان هوایی خود، دارای ۲۱ فروند هواپیمای جت مسافربری است.